# Ћутљива жена
„Ћутљива жена“ је југословенски филм из 1963. године. Режирала га је Соја Јовановић, а сценарио је писао Александар Обреновић.

## Улоге
| Глумац                     | Улога |
| -------------------------- | ----- |
| Босиљка Боци               |       |
| Драгутин Добричанин        |       |
| Вера Илић-Ђукић            |       |
| Олга Ивановић              |       |
| Душан Јакшић               |       |
| Нада Касапић               |       |
| Тамара Милетић             |       |
| Даница Мокрањац            |       |
| Милан Панић                |       |
| Михајло Бата Паскаљевић    |       |
| Властимир Ђуза Стојиљковић |       |
| Милутин Татић              |       |
| Јовиша Војиновић           |       |